# Kanton Le Marin
Kanton Le Marin is een voormalig kanton van het Franse departement Martinique. Kanton Le Marin maakte deel uit van het arrondissement Le Marin en telde 8.769 inwoners in 2007. Het kanton had een oppervlakte van 31,54 km² en een dichtheid van 278 inwoners per vierkante kilometer. Het werd zoals alle kantons van Martinique opgeheven op 1 januari 2016.

## Gemeenten
Het kanton Le Marin omvatte uitsluitend de  gemeente Le Marin.